# Liste des sultans de Grande Comore
Liste des Sultans de Grande Comore. La Grande Comore est composé en 11 sultanats. L'île est unifié par Said Ali bin Said Omar avec l'aide des Français qui en font un protectorat entre 1886 et 1911. En réalité il s'agit d'une colonisation, Said Ali bin Said Omar est d'ailleurs exilé à Diégo-Suarez, puis, à partir de 1897, à La Réunion.

## Titres
Les sultanats ne sont pas transmis simplement de père en fils, dans la culture des Comores, la transmission du patrimoine est matrilinéaire. En suivant la Moyen-orientale, la transmission des noms et le titre de Charif, eux, sont patrilinéaires. Il existe deux principales lignées aux Comores, celle d'Isandra et celle de Bambao. La matrilinéarité empêchant le véritable contrôle d'une lignée par une autre.
La tradition ne permet pas au femme de gouverner, le trône revient donc souvent aux oncles maternels. Le titre de Mfaumé correspond à celui de Prince.
Le sultan le plus puissant de l'île peut revendiquer le titre de tibé ou thibé, les autres sultans doivent alors lui verser un Tribut. Dans la période classique dite des « sultans batailleurs », le sultan se déclarant tibé doit le faire valoir par la force.

## Les sultanats

### Sultans deBambao
Iconi est la capitale, Moroni en fait partie.
| Règne (début) | Règne (fin) | Nom                         | Variations | Notes                                                                             |
| ------------- | ----------- | --------------------------- | ---------- | --------------------------------------------------------------------------------- |
| c. ???        | c. ???      | Ngoma Mrahafu               |            |                                                                                   |
| c. ???        | c. ???      | Mwasi Pirusa                |            |                                                                                   |
| c. ???        | c. ???      | Fum Mbavu Inkwaba           |            |                                                                                   |
| c. ???        | c. ???      | Mwenye Mji wa Mwenye Mambo  |            |                                                                                   |
| c.???         | c.???       | Inye wa Mantsi              |            |                                                                                   |
| c.???         | c.???       | Mwenye Mji wa Mwanze        |            |                                                                                   |
| c.???         | c.???       | Tambavu mna Muhame wa Saidi |            |                                                                                   |
| c.???         | c.???       | Tambavu Inkwaba             |            |                                                                                   |
| c.??          | c.???       | Fum Nau wa Kori Dozi        |            | Il a été le premier souverain de Bambao à qui on a donné le titre de Sultan Tibé. |
| c.???         | c.???       | Mwenye Mji wa Mvunza Panga  |            |                                                                                   |
| c.???         | c.???       | Mla Nau                     |            | Second souverain avec le titre hégémonique de Sultan tibe.                        |
| c.??          | c.??        | Fozi Wa                     |            |                                                                                   |
| c.???         | c.???       | Suja Oma Inkwaba            |            |                                                                                   |
| c.???         | c.???       | Nyau wa Faume               |            | Première souveraine de Bambao.                                                    |
| c.???         | c.???       | Nyau wa Faume               |            |                                                                                   |
| c.???         | c.???       | Bamba Oma wa Ju Mamba       |            | Il régna après Ahmed bin Shekhe Ngome.                                            |
| c.???         | c.???       | Ahmed bin Shekhe Ngome      |            |                                                                                   |
| c.???         | c.???       | Saidi Bakari                |            |                                                                                   |
| c.???         | c.???       | Mwenye Mambo                |            |                                                                                   |
| c.???         | c.???       | Ju Mamba                    |            |                                                                                   |
| c.???/?       | c.???/???   | Mohamed bin Ahmed           |            | Il régna 2 fois en 1800 après la première période de Abdallah bin Saidi Hamza.    |
| c.???         | c.???       |                             |            |                                                                                   |
| c.???         | c.???       |                             |            |                                                                                   |
| c.???         | c.???       |                             |            |                                                                                   |
| c.???         | c.???       |                             |            |                                                                                   |
| c.???         | c.???       |                             |            |                                                                                   |
| c.???         | c.???       |                             |            |                                                                                   |

### Sultans de Itsandra
- Bedja Maharazi (Hamanvu)
- Bedja la Mbadani(Batsa Itsandra)
- Fe Simaï(Batsa Itsandra)
- Mtsamwindza (Batsa Itsandra et Ntsaoueni)
- Fey Owa Mbaya wa fe Pirusa
- Fey Mwenza
- Fey Jumbe
- Ju Mwamba Pirusa
- Zombe Ilingo
- Nguzo waInehili
- Tibe waKanzu 1er Tibe de Ngazidja (né à Moidja dans le Hamahamet)
- Mkongo
- Mna Musa Hibu
- Muhammadi Saidi
- Mvunza Panga
- Fey Beja waWabeja(f)
- Fum Nau waKori Dozi
- Fey Fumu
- Bwana Fumu
- Fey Fumu (2nd time)
- Bwana Fumu (2nd time)
- Fey Fumu (3rd time)
- Fum Mbavu
- Musa Fumu waFey Fumu
- Tibe Bamba
- Musa Fumu waFey Fumu (2nd time)
- Tibe Bamba (2nd time)
- Musa Fumu waFey Fumu (3rd time)
- Tibe Bamba (3rd time)
- Musa Fumu waFey Fumu (4th time) (d. c.1883)
- Tibe Bamba (4th time)
- Kalega

### Sultans de Bajini
Foumbouni en est la capitale
- Mwenye Bamba I
- Bamba Jumbe
- Tambe Mbafu waFum Nau
- Ju Mamba Oma waMba Nau
- Mwambatsi (co-dirigeant avec le prince Ju Mamba Oma waMba Nau)
- Mwenye Bamba II
- Bamba Oma
- Suja Oma waTambwe (co-dirigeant avec le prince Bamba Oma)
- Shekani (co-dirigeant avec le prince Bamba Oma)
- Fumu Oma
- Oma waDari (co-dirigeant avec le prince Fumu Oma) (d. 1884))
- Ja Mhaba (f)
- Hachim bin Ahmed
- Hadija bint Ahmed (f)
- Hachim bin Ahmed (2e fois)
- 1886-89 Interrègne
- Hachim bin Ahmed (3e fois)(d. 1889)

### Sultans deHamahamet
1. Wabeja Fille de Beja.
2. Fente bin Kanzu (Kandzu).
3. Msafumu bin Jimba annexé le Mbwanku sans guerre.
4. Bin Mhasi.
5. Inyahele (Inyehele)  Fondateur de la ville de Mbeni.
6. Faki bin Sharifu.
7. Mnajidi Nraradifu.
8. Mna Mahame.
9. Mnabadi bin Badi.
10. Mna Tambi (Mna Trambwe).
11. Mnakuunga Yama (Mnankongwa Nyama).
12. Haji Nofumu â€“ A construit sept mosquées et la mosquée du Vendredi de Mbeni.
13. Neema Feda Msa Fumu.
14. Mumafidi Tamba (Mmafeda Trambwe) A construit le palais de Mbeni.
15. Sujauma Minda Nkodo Surnommé Daho la nterngu (Maison de la gale).
16. Jumbe Fumu Madi.
17. Bwana Hadji Musa.
18. Simai bin Tambi (Trambwe).
19. Mawadi ya Mii (Mwinyi).
20. Madi Jimba.
21. Majuju.
22. Mba Fumu bin Bwana Hadji.
23. Jumbe Fumu bin Bwana Hadji.
24. Kaleheza bin Sujauma.
25. Dari Mlanao.
26. Dari Papa (Mbamba).

### Sultans de Hamamvu
Le titre est mfalmé

### Sultans de Mboinkou
Sultans ou mfalme :
- Isida Mrangoni
- Fey Beja Chad
-  Ouzouantsi Kouaba
- Charifou Mlazema
- Djoumbe Mouamba Cheikh
- Djoumbe Foumou Gouzo
- Djoumbamba Gouzo Mzoidane
- Djoumbe Foumou Mzoidane
- Djoumbe Foumou Mouandza
- Djoumbe Foumou wa Hamasoua
- Djoumbamba M'bavou
- Djoumbe Ouma wa Djoumbe Foum Madi
- Msafoumou wa Trambwe
- Fey Foumou wa Boina Hadji
- Msa wa Boina Hadji
- Msafoumou Saidi
- M'Bafoumou
- Tchanga Ma Fey Handou
- Ozoinantsi

### Sultans de Mbude
Sultans ou mfalme :
- .... - .... Msa Mwinza
- .... - .... Bamba
- .... - .... Lwali
- .... - .... Jumbe Fumu wa Tambwe
- .... - .... Dari Mbamba
- .... - .... Mwandhi Oma wa Jumbe Fumu
- .... - .... Bamba Oma wa Suja Funu
- .... - .... Jumbe Fumu Mna Mango
- .... - .... Bamba wa Madi Jimba
- .... - .... Jumbe Fumu wa Sinai
- ....-...... inanga mdjongoé

### Sultans de La Dombe
Le titre est mfalmé; le seul souverain connu à une date non précise est Febeja Mambwe.

### Sultans de Washili
Sultans/Mfalme"'
- Mohama Mdume waBeja
- Fey Zinda waMawana
- Fey Zinda waMakasara
- Trambwe Musa Fumu
- Trambwe waHabadi (éventuellement codirigeant avec Mfalme Tambwe Musa Fumu qui était arabe Trambwe wahabadi est originaire du Yémen et descendant de Muhammad de par son père Abdallah sultan.)
- Jumbe Fumu waMbala Bwani
- Trambwe No Fumu waMba Nau (d. 1815)
- Jumwamba Mwenye Majini
- Mba Fumu waSuja Fumu Bamba
- Shekhe Salim (éventuellement codirigeant avec Mfalme Mba Fumu waShuja Fumu Bamba)
- Mavunzanga
- Tibe Mbe
- Abudu
- Mohamed Youssouf

### Sources
- Almanach de Bruxelles
- WorldStatesmen- Comoros
- Une partie ou l'ensemble de ces sources sont tirés de Geocities.com/CapitolHill